# 866
Rok 866 (DCCCLXVI) byl nepřestupný rok, který podle juliánského kalendáře započal úterým. 
Podle židovského kalendáře se přelomily roky 4626 a 4627. Podle islámského kalendáře započal dne 26. ledna rok 252. 

## Narození
- 10. června – Uda, japonský císař († 3. září 931)
- 19. srpna – Leon VI. Moudrý, byzantský císař († 11. května 912)
- ? – Karloman II. Francouzský, západofranský král († 12. prosinec 884)
- ? – Robert I. Francouzský, západofranský král († 15. července 923)

## Úmrtí
- 2. července – Robert Silný, markrabě Neustrie a hrabě z Orleáns (* asi 830)
- 16. července – Irmgarda z Buchau, německá abatyše a dcera východofranského krále Ludvíka II. (* 831/33)
- 18. září – Ramnulf z Poitiers, vévoda akvitánský (* 820)
- 29. září – Karel Dítě, akvitánský král (* cca 849)
- ? – Liudolf Saský, saský hrabě (* ?)
- ? – Lin-ťi, čínský čchanový mistr (* ?)

## Hlavy státu
- Velkomoravská říše – Rostislav
- Papež – Mikuláš I. Veliký
- Anglie
  - Wessex – Kent – Ethelred
  - Mercie – Burgred
- Skotské království – Konstantin I.
- Východofranská říše – Ludvík II. Němec
- Západofranská říše – Karel II. Holý
- První bulharská říše – Boris I.
- Kyjevská Rus – Askold a Dir
- Byzanc – Michael III.
- Svatá říše římská – Ludvík II. Němec